# On My Mind (canção de Ellie Goulding)
"On My Mind" é uma canção da artista musical inglesa Ellie Goulding, contida em seu terceiro álbum de estúdio Delirium (2015). Foi composta pela própria juntamente com Max Martin, Savan Kotecha e Ilya Salmanzadeh, sendo produzida por Martin, Continuous e Salmanzadeh. O seu lançamento como primeiro single do disco ocorreu em 17 de setembro de 2015, através da Polydor Records.

## Vídeo musical
Seu vídeo musical, filmado em Las Vegas sob a direção de Emil Nava, foi lançado em 21 de setembro de 2015. No clipe, Goulding se junta a uma amiga para se vingarem do ex-namorado controlador da cantora.

## Desempenho nas tabelas musicais

### Posições
| Tabela musical (2015)                                  | Melhor posição |
| ------------------------------------------------------ | -------------- |
| Alemanha (Media Control Charts)                        | 9              |
| Austrália (ARIA Charts)                                | 3              |
| Áustria (Ö3 Austria Top 40)                            | 14             |
| Bélgica (Ultratop 50 de Flandres)                      | 10             |
| Bélgica (Ultratop 40 da Valônia)                       | 36             |
| Canadá (Canadian Hot 100)                              | 12             |
| Croácia (Hrvatska diskografska udruga)                 | 4              |
| Dinamarca (Tracklisten)                                | 17             |
| Escócia (The Official Charts Company)                  | 7              |
| Espanha (Productores de Música de España)              | 19             |
| Estados Unidos (Billboard Hot 100)                     | 13             |
| Estados Unidos (Pop Songs)                             | 6              |
| Estados Unidos (Adult Pop Songs)                       | 15             |
| Finlândia (IFPI Finlândia)                             | 8              |
| França (Syndicat National de l'Édition Phonographique) | 54             |
| Hungria (Magyar Hanglemezkiadók Szövetsége)            | 19             |
| Irlanda (Irish Recorded Music Association)             | 6              |
| Itália (Federazione Industria Musicale Italiana)       | 17             |
| Noruega (VG-lista)                                     | 14             |
| Nova Zelândia (Recorded Music NZ)                      | 4              |
| Países Baixos (MegaCharts)                             | 11             |
| Reino Unido (UK Singles Chart)                         | 6              |
| Chéquia (IFPI Česká Republika)                         | 33             |
| Suécia (Sverigetopplistan)                             | 18             |
| Suíça (Schweizer Hitparade)                            | 17             |

### Certificações
| País                 | Certificação |
| -------------------- | ------------ |
| Austrália (ARIA)     | Ouro         |
| Nova Zelândia (RMNZ) | Ouro         |
| Reino Unido (BPI)    | Prata        |
| Suécia (GLF)         | Ouro         |